# Élections législatives de 1993 dans le Rhône
Les élections législatives françaises de 1993  se déroulent les 21 et 28 mars 1993. Dans le département du Rhône, quatorze députés sont à élire dans le cadre de quatorze circonscriptions.

## Élus
| Circonscription | Député sortant                           | Parti | Parti     | Député élu ou réélu      | Parti | Parti         |
| --------------- | ---------------------------------------- | ----- | --------- | ------------------------ | ----- | ------------- |
| 1e              | Bernadette Isaac-Sibille                 |       | UDF (CDS) | Bernadette Isaac-Sibille |       | UDF (CDS)     |
| 2e              | Michel Noir                              |       | RPR       | Michel Noir              |       | Divers droite |
| 3e              | Jean-Michel Dubernard                    |       | RPR       | Jean-Michel Dubernard    |       | Divers droite |
| 4e              | Raymond Barre                            |       | app. UDF  | Raymond Barre            |       | app. UDF      |
| 5e              | Jean Rigaud                              |       | UDF (AD)  | Jean Rigaud              |       | UDF (AD)      |
| 6e              | Jean-Paul Bret                           |       | PS        | Marc Fraysse             |       | RPR           |
| 7e              | Jean-Jack Queyranne                      |       | PS        | Jean-Pierre Calvel       |       | UDF (Rad)     |
| 8e              | Alain Mayoud                             |       | UDF (PR)  | Alain Mayoud             |       | UDF (PR)      |
| 9e              | Francisque Perrut                        |       | UDF (PR)  | Francisque Perrut        |       | UDF (PR)      |
| 10e             | Jean Besson                              |       | RPR       | Jean Besson              |       | RPR           |
| 11e             | Gabriel Montcharmont                     |       | PS        | Jean-Claude Bahu         |       | RPR           |
| 12e             | Michel Terrot                            |       | RPR       | Michel Terrot            |       | RPR           |
| 13e             | Martine David suppléante de Jean Poperen |       | PS        | Martine David            |       | PS            |
| 14e             | Marie-Josèphe Sublet                     |       | PS        | André Gerin              |       | PCF           |

## Positionnement des partis
Les candidats d'alliance RPR-UDF et divers droite se présentent sous la bannière de l'Union pour la France et ceux du Parti socialiste derrière l'Alliance des Français pour le Progrès. Par ailleurs, Les Verts et Génération écologie s'unissent sous l'étiquette Entente des écologistes.

## Résultats

### Résultats à l'échelle du département
| Parti          | Parti                                   | Premier tour | Premier tour | Second tour | Second tour | Sièges |
| Parti          | Parti                                   | Voix         | %            | Voix        | %           | Sièges |
| -------------- | --------------------------------------- | ------------ | ------------ | ----------- | ----------- | ------ |
|                | Union pour la démocratie française      | 137 282      | 23,57        | 119 015     | 28,12       | 6      |
|                | Rassemblement pour la République        | 87 027       | 14,94        | 116 278     | 27,48       | 4      |
|                | Divers droite                           | 40 062       | 6,88         | 36 364      | 8,59        | 2      |
|                | Union pour la France                    | 264 371      | 45,40        | 271 657     | 64,20       | 12     |
|                |                                         |              |              |             |             |        |
|                | Parti socialiste                        | 74 206       | 12,74        | 67 994      | 44,91       | 1      |
|                | Divers gauche (Maj. prés.)              | 9 522        | 1,64         |             |             | 0      |
|                | Mouvement des radicaux de gauche        | 7 785        | 1,34         | 0           |             |        |
|                | Mouvement des réformateurs              | 410          | 0,07         | 0           |             |        |
|                | Alliance des Français pour le progrès   | 91 923       | 15,78        | 67 994      | 16,07       | 1      |
|                |                                         |              |              |             |             |        |
|                | Génération écologie                     | 26 877       | 4,62         |             |             | 0      |
|                | Les Verts                               | 26 868       | 4,61         | 0           |             |        |
|                | Entente des écologistes                 | 53 745       | 9,23         |             |             | 0      |
|                |                                         |              |              |             |             |        |
|                | Front national                          | 100 435      | 17,25        | 69 832      | 16,50       | 0      |
|                | Parti communiste français               | 41 153       | 7,07         | 13 683      | 3,23        | 1      |
|                | Extrême gauche dont LCR, LO, PT et SÉGA | 10 746       | 1,85         |             |             | 0      |
|                | Divers écologiste dont LT-LNÉ           | 14 570       | 2,50         | 0           |             |        |
|                | Divers dont PLN                         | 2 880        | 0,49         | 0           |             |        |
|                | Mouvement des citoyens                  | 1 575        | 0,27         | 0           |             |        |
|                | Extrême droite                          | 956          | 0,16         | 0           |             |        |
|                |                                         |              |              |             |             |        |
| Inscrits       | Inscrits                                | 897 075      | 100,00       | 764 679     | 100,00      | 14     |
| Abstentions    | Abstentions                             | 289 256      | 32,24        | 285 947     | 37,39       |        |
| Votants        | Votants                                 | 607 819      | 67,76        | 478 732     | 62,61       |        |
| Blancs et nuls | Blancs et nuls                          | 25 465       | 4,19         | 55 566      | 11,61       |        |
| Exprimés       | Exprimés                                | 582 354      | 95,81        | 423 166     | 88,39       |        |

### Résultats par circonscription

#### Première circonscription
| Candidat       | Candidat                                 | Parti          | Premier tour | Premier tour | Second tour | Second tour |  |
| Candidat       | Candidat                                 | Parti          | Voix         | %            | Voix        | %           |  |
| -------------- | ---------------------------------------- | -------------- | ------------ | ------------ | ----------- | ----------- |  |
|                | Bernadette Isaac-Sibille sortante réélue | UDF (CDS)      | 13 560       | 39,22        | 18 820      | 70,65       |  |
|                | Philippe Dumez                           | FN             | 5 968        | 17,26        | 7 817       | 29,35       |  |
|                | Thierry Braillard                        | MRG (ADFP)     | 5 003        | 14,47        |             |             |  |
|                | Jean-Marc Chaffringeon                   | GÉ (EÉ)        | 3 776        | 10,92        |             |             |  |
|                | Guy Front                                | PCF            | 2 394        | 6,92         |             |             |  |
|                | André Vianès                             | MDR            | 1 079        | 3,12         |             |             |  |
|                | Albert Lapeyre                           | LT-LNÉ         | 1 018        | 2,94         |             |             |  |
|                | Marie-Christine Pernin                   | LO             | 811          | 2,35         |             |             |  |
|                | Évelyne Detoc                            | Divers droite  | 452          | 1,31         |             |             |  |
|                | Daniel Petitjean                         | Extrême droite | 421          | 1,22         |             |             |  |
|                | Patrick Della                            | PLN            | 93           | 0,27         |             |             |  |
|                |                                          |                |              |              |             |             |  |
| Inscrits       | Inscrits                                 | Inscrits       | 54 555       | 100,00       | 54 555      | 100,00      |  |
| Abstentions    | Abstentions                              | Abstentions    | 18 421       | 33,77        | 22 243      | 40,77       |  |
| Votants        | Votants                                  | Votants        | 36 134       | 66,23        | 32 312      | 59,23       |  |
| Blancs et nuls | Blancs et nuls                           | Blancs et nuls | 1 559        | 4,31         | 5 675       | 17,56       |  |
| Exprimés       | Exprimés                                 | Exprimés       | 34 575       | 95,69        | 26 637      | 82,44       |  |

#### Deuxième circonscription
| Candidat       | Candidat                  | Parti          | Premier tour | Premier tour | Second tour | Second tour |  |
| Candidat       | Candidat                  | Parti          | Voix         | %            | Voix        | %           |  |
| -------------- | ------------------------- | -------------- | ------------ | ------------ | ----------- | ----------- |  |
|                | Alain Mérieux             | RPR (UPF)      | 11 073       | 27,04        | 15 244      | 41,69       |  |
|                | Michel Noir sortant réélu | Divers droite  | 10 827       | 26,44        | 21 323      | 58,31       |  |
|                | Andrée Rives              | PS (ADFP)      | 5 407        | 13,2         |             |             |  |
|                | Anne Richard              | FN             | 5 271        | 12,87        |             |             |  |
|                | Gilles Buna               | Les Verts (EÉ) | 3 708        | 9,06         |             |             |  |
|                | Frédéric Gaffiot          | PCF            | 1 793        | 4,38         |             |             |  |
|                | Simone Metzger            | LT-LNÉ         | 919          | 2,24         |             |             |  |
|                | Arlette Couzon            | LO             | 574          | 1,4          |             |             |  |
|                | Hubert Chertier           | MDC            | 410          | 1            |             |             |  |
|                | Michel Comby              | Divers         | 344          | 0,84         |             |             |  |
|                | Paul Rozet                | Extrême droite | 237          | 0,58         |             |             |  |
|                | Michel Detoc              | Divers droite  | 186          | 0,45         |             |             |  |
|                | Éric Sauzé                | Extrême droite | 105          | 0,26         |             |             |  |
|                | Jean-Louis Bourzeix       | PLN            | 93           | 0,23         |             |             |  |
|                | Christian Robin           | Divers droite  | 0            | 0            |             |             |  |
|                |                           |                |              |              |             |             |  |
| Inscrits       | Inscrits                  | Inscrits       | 63 404       | 100,00       | 63 404      | 100,00      |  |
| Abstentions    | Abstentions               | Abstentions    | 21 054       | 33,21        | 22 767      | 35,91       |  |
| Votants        | Votants                   | Votants        | 42 350       | 66,79        | 40 637      | 64,09       |  |
| Blancs et nuls | Blancs et nuls            | Blancs et nuls | 1 403        | 3,31         | 4 070       | 10,02       |  |
| Exprimés       | Exprimés                  | Exprimés       | 40 947       | 96,69        | 36 567      | 89,98       |  |

#### Troisième circonscription
| Candidat       | Candidat                            | Parti          | Premier tour | Premier tour | Second tour | Second tour |  |
| Candidat       | Candidat                            | Parti          | Voix         | %            | Voix        | %           |  |
| -------------- | ----------------------------------- | -------------- | ------------ | ------------ | ----------- | ----------- |  |
|                | André Soulier                       | UDF (PR)       | 9 459        | 26,1         | 13 482      | 47,27       |  |
|                | Jean-Michel Dubernard sortant réélu | Divers droite  | 7 805        | 21,53        | 15 041      | 52,73       |  |
|                | Alain Breuil                        | FN             | 6 248        | 17,24        |             |             |  |
|                | Yvon Deschamps                      | PS (ADFP)      | 5 340        | 14,73        |             |             |  |
|                | Michel Chomarat                     | GÉ (EÉ)        | 2 501        | 6,9          |             |             |  |
|                | René Chevailler                     | PCF            | 2 379        | 6,56         |             |             |  |
|                | Bernard Huissoud                    | Divers         | 1 090        | 3,01         |             |             |  |
|                | Pascale Monteil                     | LT-LNÉ         | 617          | 1,7          |             |             |  |
|                | Françoise Leclet                    | LO             | 556          | 1,53         |             |             |  |
|                | Jack Crozet                         | PT             | 250          | 0,69         |             |             |  |
|                |                                     |                |              |              |             |             |  |
| Inscrits       | Inscrits                            | Inscrits       | 57 190       | 100,00       | 57 190      | 100,00      |  |
| Abstentions    | Abstentions                         | Abstentions    | 19 541       | 34,17        | 23 649      | 41,35       |  |
| Votants        | Votants                             | Votants        | 37 649       | 65,83        | 33 541      | 58,65       |  |
| Blancs et nuls | Blancs et nuls                      | Blancs et nuls | 1 404        | 3,73         | 5 018       | 14,96       |  |
| Exprimés       | Exprimés                            | Exprimés       | 36 245       | 96,27        | 28 523      | 85,04       |  |

#### Quatrième circonscription
|                | Raymond Barre sortant réélu | app. UDF       | 20 295 | 50,19  |  |  |  |
|                | René Morel                  | FN             | 6 923  | 17,12  |  |  |  |
|                | Martine Roure               | PS (ADFP)      | 5 615  | 13,89  |  |  |  |
|                | Dominique Lopin             | GÉ (EÉ)        | 3 183  | 7,87   |  |  |  |
|                | Nicole Tisserand            | PCF            | 1 692  | 4,18   |  |  |  |
|                | Bernard Duclieu             | UDI            | 1 201  | 2,97   |  |  |  |
|                | Michèle Maussac             | LT-LNÉ         | 771    | 1,91   |  |  |  |
|                | Georges Mestres             | LO             | 596    | 1,47   |  |  |  |
|                | Marie-Josèphe Chataux       | Divers         | 162    | 0,4    |  |  |  |
|                |                             |                |        |        |  |  |  |
| Inscrits       | Inscrits                    | Inscrits       | 62 242 | 100,00 |  |  |  |
| Abstentions    | Abstentions                 | Abstentions    | 20 184 | 32,43  |  |  |  |
| Votants        | Votants                     | Votants        | 42 058 | 67,57  |  |  |  |
| Blancs et nuls | Blancs et nuls              | Blancs et nuls | 1 620  | 3,85   |  |  |  |
| Exprimés       | Exprimés                    | Exprimés       | 40 438 | 96,15  |  |  |  |

#### Cinquième circonscription (Neuville-sur-Saône)
| Candidat       | Candidat                  | Parti             | Premier tour | Premier tour | Second tour | Second tour |  |
| Candidat       | Candidat                  | Parti             | Voix         | %            | Voix        | %           |  |
| -------------- | ------------------------- | ----------------- | ------------ | ------------ | ----------- | ----------- |  |
|                | Jean Rigaud sortant réélu | UDF (AD)          | 25 177       | 49,33        | 30 282      | 75,32       |  |
|                | Pierre Terrier            | FN                | 8 178        | 16,02        | 9 921       | 24,68       |  |
|                | Guy David                 | PS (ADFP)         | 7 556        | 14,81        |             |             |  |
|                | Étienne Tête              | Les Verts (EÉ)    | 5 914        | 11,59        |             |             |  |
|                | Madeleine Jorand          | PCF               | 2 495        | 4,89         |             |             |  |
|                | Philippe Chalumet         | LT-LNÉ            | 1 084        | 2,12         |             |             |  |
|                | Syham Mertani             | Divers écologiste | 630          | 1,23         |             |             |  |
|                |                           |                   |              |              |             |             |  |
| Inscrits       | Inscrits                  | Inscrits          | 77 060       | 100,00       | 77 062      | 100,00      |  |
| Abstentions    | Abstentions               | Abstentions       | 23 736       | 30,8         | 29 450      | 38,22       |  |
| Votants        | Votants                   | Votants           | 53 324       | 69,2         | 47 612      | 61,78       |  |
| Blancs et nuls | Blancs et nuls            | Blancs et nuls    | 2 290        | 4,29         | 7 409       | 15,56       |  |
| Exprimés       | Exprimés                  | Exprimés          | 51 034       | 95,71        | 40 203      | 84,44       |  |

#### Sixième circonscription (Villeurbanne)
| Candidat       | Candidat                        | Parti                      | Premier tour | Premier tour | Second tour | Second tour |  |
| Candidat       | Candidat                        | Parti                      | Voix         | %            | Voix        | %           |  |
| -------------- | ------------------------------- | -------------------------- | ------------ | ------------ | ----------- | ----------- |  |
|                | Marc Fraysse élu                | RPR (UPF)                  | 11 970       | 30,17        | 20 024      | 51,07       |  |
|                | Jean-Paul Bret sortant          | PS (ADFP)                  | 7 676        | 19,35        | 19 188      | 48,93       |  |
|                | Pierre Vial                     | FN                         | 7 182        | 18,1         |             |             |  |
|                | Maxence Hernu                   | Divers gauche (Maj. prés.) | 4 488        | 11,31        |             |             |  |
|                | Pierre Bouquet                  | Les Verts (EÉ)             | 3 072        | 7,74         |             |             |  |
|                | Christian Depierre              | PCF                        | 2 440        | 6,15         |             |             |  |
|                | Marcelle Mathon                 | LT-LNÉ                     | 842          | 2,12         |             |             |  |
|                | Alain Girod                     | SÉGA                       | 567          | 1,43         |             |             |  |
|                | Jean-Luc Renault                | LO                         | 504          | 1,27         |             |             |  |
|                | Gilles Rozet                    | Divers droite              | 362          | 0,91         |             |             |  |
|                | Dalila Addadi                   | Divers écologiste          | 317          | 0,8          |             |             |  |
|                | Marie-Claude Baudinat-Hamrouche | PT                         | 252          | 0,64         |             |             |  |
|                |                                 |                            |              |              |             |             |  |
| Inscrits       | Inscrits                        | Inscrits                   | 61 785       | 100,00       | 61 785      | 100,00      |  |
| Abstentions    | Abstentions                     | Abstentions                | 20 489       | 33,16        | 19 877      | 32,17       |  |
| Votants        | Votants                         | Votants                    | 41 296       | 66,84        | 41 908      | 67,83       |  |
| Blancs et nuls | Blancs et nuls                  | Blancs et nuls             | 1 624        | 3,93         | 2 696       | 6,43        |  |
| Exprimés       | Exprimés                        | Exprimés                   | 39 672       | 96,07        | 39 212      | 93,57       |  |

#### Septième circonscription (Vaulx-en-Velin)
| Candidat       | Candidat                    | Parti             | Premier tour | Premier tour | Second tour | Second tour |  |
| Candidat       | Candidat                    | Parti             | Voix         | %            | Voix        | %           |  |
| -------------- | --------------------------- | ----------------- | ------------ | ------------ | ----------- | ----------- |  |
|                | Jean-Pierre Calvel élu      | UDF (Rad)         | 11 005       | 31,33        | 14 518      | 39,63       |  |
|                | Denis de Bouteiller         | FN                | 8 184        | 23,3         | 7 871       | 21,48       |  |
|                | Jean-Jack Queyranne sortant | PS (ADFP)         | 7 546        | 21,48        | 14 246      | 38,89       |  |
|                | Jean-Pierre Brunel          | PCF               | 3 118        | 8,88         |             |             |  |
|                | Guy Peyretti                | GÉ (EÉ)           | 2 611        | 7,43         |             |             |  |
|                | Jean-Michel Hernandez       | LO                | 577          | 1,64         |             |             |  |
|                | Marie-Jeanne Dion           | LT-LNÉ            | 502          | 1,43         |             |             |  |
|                | Gildas Conseil              | MDR               | 496          | 1,41         |             |             |  |
|                | Mustapha Ghouila            | Divers            | 436          | 1,24         |             |             |  |
|                | Jean Brière                 | Divers écologiste | 405          | 1,15         |             |             |  |
|                | Armand Creus                | LCR               | 245          | 0,7          |             |             |  |
|                |                             |                   |              |              |             |             |  |
| Inscrits       | Inscrits                    | Inscrits          | 57 506       | 100,00       | 57 506      | 100,00      |  |
| Abstentions    | Abstentions                 | Abstentions       | 21 000       | 36,52        | 19 350      | 33,65       |  |
| Votants        | Votants                     | Votants           | 36 506       | 63,48        | 38 156      | 66,35       |  |
| Blancs et nuls | Blancs et nuls              | Blancs et nuls    | 1 381        | 3,78         | 1 521       | 3,99        |  |
| Exprimés       | Exprimés                    | Exprimés          | 35 125       | 96,22        | 36 635      | 96,01       |  |

#### Huitième circonscription (Tarare)
|                | Alain Mayoud sortant réélu | UDF (PR)       | 26 057 | 56,13  |  |  |  |
|                | Pascal Rousset             | FN             | 6 100  | 13,14  |  |  |  |
|                | Yvon Olivier               | PS (ADFP)      | 5 034  | 10,84  |  |  |  |
|                | Marc Jedliczka             | Les Verts (EÉ) | 3 671  | 7,91   |  |  |  |
|                | Bernard Bondon             | PCF            | 1 941  | 4,18   |  |  |  |
|                | Catherine Duvannes         | LT-LNÉ         | 1 563  | 3,37   |  |  |  |
|                | Georges Ronzier            | Divers droite  | 1 102  | 2,37   |  |  |  |
|                | Janine Laloy               | LO             | 956    | 2,06   |  |  |  |
|                |                            |                |        |        |  |  |  |
| Inscrits       | Inscrits                   | Inscrits       | 69 894 | 100,00 |  |  |  |
| Abstentions    | Abstentions                | Abstentions    | 20 975 | 30,01  |  |  |  |
| Votants        | Votants                    | Votants        | 48 919 | 69,99  |  |  |  |
| Blancs et nuls | Blancs et nuls             | Blancs et nuls | 2 495  | 5,1    |  |  |  |
| Exprimés       | Exprimés                   | Exprimés       | 46 424 | 94,9   |  |  |  |

#### Neuvième circonscription (Villefranche-sur-Saône)
| Candidat       | Candidat                        | Parti          | Premier tour | Premier tour | Second tour | Second tour |  |
| Candidat       | Candidat                        | Parti          | Voix         | %            | Voix        | %           |  |
| -------------- | ------------------------------- | -------------- | ------------ | ------------ | ----------- | ----------- |  |
|                | Francisque Perrut sortant réélu | UDF (PR)       | 12 751       | 29,42        | 23 587      | 63,29       |  |
|                | Jean-Pierre Barbier             | FN             | 8 185        | 18,89        | 13 681      | 36,71       |  |
|                | Jean-Paul Gasquet               | diss. RPR      | 7 133        | 16,46        |             |             |  |
|                | Jean-Louis Bellaton             | Divers droite  | 4 453        | 10,27        |             |             |  |
|                | Roger Masson                    | GÉ (EÉ)        | 3 245        | 7,49         |             |             |  |
|                | Alain Rocher                    | MRG (ADFP)     | 2 782        | 6,42         |             |             |  |
|                | Michel Lebail                   | PCF            | 2 635        | 6,08         |             |             |  |
|                | Michelle Garas                  | LT-LNÉ         | 1 126        | 2,6          |             |             |  |
|                | Didier Guthmann                 | LO             | 727          | 1,68         |             |             |  |
|                | Jean-Marc Brockly               | Divers droite  | 303          | 0,7          |             |             |  |
|                |                                 |                |              |              |             |             |  |
| Inscrits       | Inscrits                        | Inscrits       | 67 301       | 100,00       | 67 048      | 100,00      |  |
| Abstentions    | Abstentions                     | Abstentions    | 21 929       | 32,58        | 24 485      | 36,52       |  |
| Votants        | Votants                         | Votants        | 45 372       | 67,42        | 42 563      | 63,48       |  |
| Blancs et nuls | Blancs et nuls                  | Blancs et nuls | 2 032        | 4,48         | 5 295       | 12,44       |  |
| Exprimés       | Exprimés                        | Exprimés       | 43 340       | 95,52        | 37 268      | 87,56       |  |

#### Dixième circonscription (Vaugneray)
| Candidat       | Candidat                  | Parti          | Premier tour | Premier tour | Second tour | Second tour |  |
| Candidat       | Candidat                  | Parti          | Voix         | %            | Voix        | %           |  |
| -------------- | ------------------------- | -------------- | ------------ | ------------ | ----------- | ----------- |  |
|                | Jean Besson sortant réélu | RPR            | 20 974       | 43,17        | 23 751      | 100,00      |  |
|                | Michel Thiers             | UDF (CDS)      | 7 430        | 15,29        | Retrait     | Retrait     |  |
|                | Laurence Darteil          | GÉ (EÉ)        | 6 213        | 12,79        |             |             |  |
|                | François Taveau           | FN             | 6 013        | 12,38        |             |             |  |
|                | Guy Orlandini             | PS (ADFP)      | 5 287        | 10,88        |             |             |  |
|                | Michel Frenéat            | PCF            | 2 045        | 4,21         |             |             |  |
|                | Henriette Bouchaud        | LT-LNÉ         | 618          | 1,27         |             |             |  |
|                |                           |                |              |              |             |             |  |
| Inscrits       | Inscrits                  | Inscrits       | 70 780       | 100,00       | 70 768      | 100,00      |  |
| Abstentions    | Abstentions               | Abstentions    | 20 155       | 28,48        | 37 258      | 52,65       |  |
| Votants        | Votants                   | Votants        | 50 625       | 71,52        | 33 510      | 47,35       |  |
| Blancs et nuls | Blancs et nuls            | Blancs et nuls | 2 045        | 4,04         | 9 759       | 29,12       |  |
| Exprimés       | Exprimés                  | Exprimés       | 48 580       | 95,96        | 23 751      | 70,88       |  |

#### Onzième circonscription (Givors)
| Candidat       | Candidat                     | Parti          | Premier tour | Premier tour | Second tour | Second tour |  |
| Candidat       | Candidat                     | Parti          | Voix         | %            | Voix        | %           |  |
| -------------- | ---------------------------- | -------------- | ------------ | ------------ | ----------- | ----------- |  |
|                | Jean-Claude Bahu élu         | RPR (UPF)      | 16 583       | 38,49        | 21 425      | 68,58       |  |
|                | Armelle Benoiston            | FN             | 7 750        | 17,99        | 9 815       | 31,42       |  |
|                | Gabriel Montcharmont sortant | PS (ADFP)      | 7 275        | 16,88        |             |             |  |
|                | André Martin                 | GÉ (EÉ)        | 5 348        | 12,41        |             |             |  |
|                | Martial Passi                | PCF            | 4 959        | 11,51        |             |             |  |
|                | Jean-Marc Barreau            | LO             | 1 023        | 2,37         |             |             |  |
|                | Gilles Bernin                | LT-LNÉ         | 150          | 0,35         |             |             |  |
|                |                              |                |              |              |             |             |  |
| Inscrits       | Inscrits                     | Inscrits       | 65 417       | 100,00       | 65 416      | 100,00      |  |
| Abstentions    | Abstentions                  | Abstentions    | 20 050       | 30,65        | 26 646      | 40,73       |  |
| Votants        | Votants                      | Votants        | 45 367       | 69,35        | 38 770      | 59,27       |  |
| Blancs et nuls | Blancs et nuls               | Blancs et nuls | 2 279        | 5,02         | 7 530       | 19,42       |  |
| Exprimés       | Exprimés                     | Exprimés       | 43 088       | 94,98        | 31 240      | 80,58       |  |

#### Douzième circonscription (Oullins)
| Candidat       | Candidat                    | Parti          | Premier tour | Premier tour | Second tour | Second tour |  |
| Candidat       | Candidat                    | Parti          | Voix         | %            | Voix        | %           |  |
| -------------- | --------------------------- | -------------- | ------------ | ------------ | ----------- | ----------- |  |
|                | Michel Terrot sortant réélu | RPR (UPF)      | 19 754       | 44,74        | 25 948      | 63,07       |  |
|                | René Lambert                | PS (ADFP)      | 7 613        | 17,24        | 15 196      | 36,93       |  |
|                | Jean-Paul Veyrard           | FN             | 6 060        | 13,73        |             |             |  |
|                | Bernard Chambon             | Les Verts (EÉ) | 4 556        | 10,32        |             |             |  |
|                | Jean-Marie Mick             | PCF            | 3 753        | 8,5          |             |             |  |
|                | Denyse Ouillon              | LT-LNÉ         | 1 266        | 2,87         |             |             |  |
|                | Francis Faucher             | LO             | 736          | 1,67         |             |             |  |
|                | Michèle Raulin              | PLN            | 222          | 0,5          |             |             |  |
|                | Ruth-Eugénie Bierre         | Extrême droite | 193          | 0,44         |             |             |  |
|                |                             |                |              |              |             |             |  |
| Inscrits       | Inscrits                    | Inscrits       | 66 176       | 100,00       | 66 176      | 100,00      |  |
| Abstentions    | Abstentions                 | Abstentions    | 20 280       | 30,65        | 21 961      | 33,19       |  |
| Votants        | Votants                     | Votants        | 45 896       | 69,35        | 44 215      | 66,81       |  |
| Blancs et nuls | Blancs et nuls              | Blancs et nuls | 1 743        | 3,8          | 3 071       | 6,95        |  |
| Exprimés       | Exprimés                    | Exprimés       | 44 153       | 96,2         | 41 144      | 93,05       |  |

#### Treizième circonscription (Meyzieu)
| Candidat       | Candidat                      | Parti          | Premier tour | Premier tour | Second tour | Second tour |  |
| Candidat       | Candidat                      | Parti          | Voix         | %            | Voix        | %           |  |
| -------------- | ----------------------------- | -------------- | ------------ | ------------ | ----------- | ----------- |  |
|                | Bruno Gollnisch               | FN             | 12 355       | 24,55        | 14 983      | 28,45       |  |
|                | Jean-Loup Fleuret             | UDF (CDS)      | 11 548       | 22,95        | 18 326      | 34,79       |  |
|                | Martine David sortante réélue | PS (ADFP)      | 9 981        | 19,83        | 19 364      | 36,76       |  |
|                | Jacques Paoli                 | diss. RPR      | 6 238        | 12,39        |             |             |  |
|                | François Wolf                 | Les Verts (EÉ) | 4 065        | 8,08         |             |             |  |
|                | Françoise Pagano              | PCF            | 3 391        | 6,74         |             |             |  |
|                | Yolande Barbosa               | LT-LNÉ         | 1 803        | 3,58         |             |             |  |
|                | Philippe Bruneau              | LO             | 947          | 1,88         |             |             |  |
|                |                               |                |              |              |             |             |  |
| Inscrits       | Inscrits                      | Inscrits       | 76 904       | 100,00       | 76 908      | 100,00      |  |
| Abstentions    | Abstentions                   | Abstentions    | 24 518       | 31,88        | 22 131      | 28,78       |  |
| Votants        | Votants                       | Votants        | 52 386       | 68,12        | 54 777      | 71,22       |  |
| Blancs et nuls | Blancs et nuls                | Blancs et nuls | 2 058        | 3,93         | 2 104       | 3,84        |  |
| Exprimés       | Exprimés                      | Exprimés       | 50 328       | 96,07        | 52 673      | 96,16       |  |

#### Quatorzième circonscription (Vénissieux)
| Candidat       | Candidat                      | Parti          | Premier tour | Premier tour | Second tour | Second tour |  |
| Candidat       | Candidat                      | Parti          | Voix         | %            | Voix        | %           |  |
| -------------- | ----------------------------- | -------------- | ------------ | ------------ | ----------- | ----------- |  |
|                | Gérard Demont                 | RPR (UPF)      | 6 673        | 23,49        | 9 886       | 33,73       |  |
|                | André Gerin élu               | PCF            | 6 118        | 21,54        | 13 683      | 46,68       |  |
|                | Maurice Joannon               | FN             | 6 018        | 21,19        | 5 744       | 19,60       |  |
|                | Marie-Josèphe Sublet sortante | PS (ADFP)      | 4 910        | 17,29        |             |             |  |
|                | Louis Roux                    | Les Verts (EÉ) | 1 882        | 6,63         |             |             |  |
|                | Marie-France Barreiros        | LT-LNÉ         | 939          | 3,31         |             |             |  |
|                | Jean-Pierre Tardy             | LO             | 531          | 1,87         |             |             |  |
|                | Mokrane Kessi                 | Divers         | 440          | 1,55         |             |             |  |
|                | Gérard Vaysse                 | LCR            | 308          | 1,08         |             |             |  |
|                | Vincent Pomarès               | SÉGA           | 305          | 1,07         |             |             |  |
|                | Joëlle Bony                   | PT             | 281          | 0,99         |             |             |  |
|                | Alain Martinez                | Divers droite  | 0            | 0,00         |             |             |  |
|                |                               |                |              |              |             |             |  |
| Inscrits       | Inscrits                      | Inscrits       | 46 861       | 100,00       | 46 861      | 100,00      |  |
| Abstentions    | Abstentions                   | Abstentions    | 16 924       | 36,12        | 16 130      | 34,42       |  |
| Votants        | Votants                       | Votants        | 29 937       | 63,88        | 30 731      | 65,58       |  |
| Blancs et nuls | Blancs et nuls                | Blancs et nuls | 1 532        | 5,12         | 1 418       | 4,61        |  |
| Exprimés       | Exprimés                      | Exprimés       | 28 405       | 94,88        | 29 313      | 95,39       |  |